# Trindade (Vila Flor)
Trindade is een plaats (freguesia) in de Portugese gemeente Vila Flor en telt 177 inwoners (2001).